# Epiplatys njalaensis
Epiplatys njalaensis es una especie de pez de la familia de los aplocheílidos en el orden de los ciprinodontiformes.

## Morfología
Los machos pueden alcanzar los 6 cm de longitud total.

## Distribución geográfica
Se encuentran en África: Sierra Leona y Guinea.